# Murrili (meteoryt)

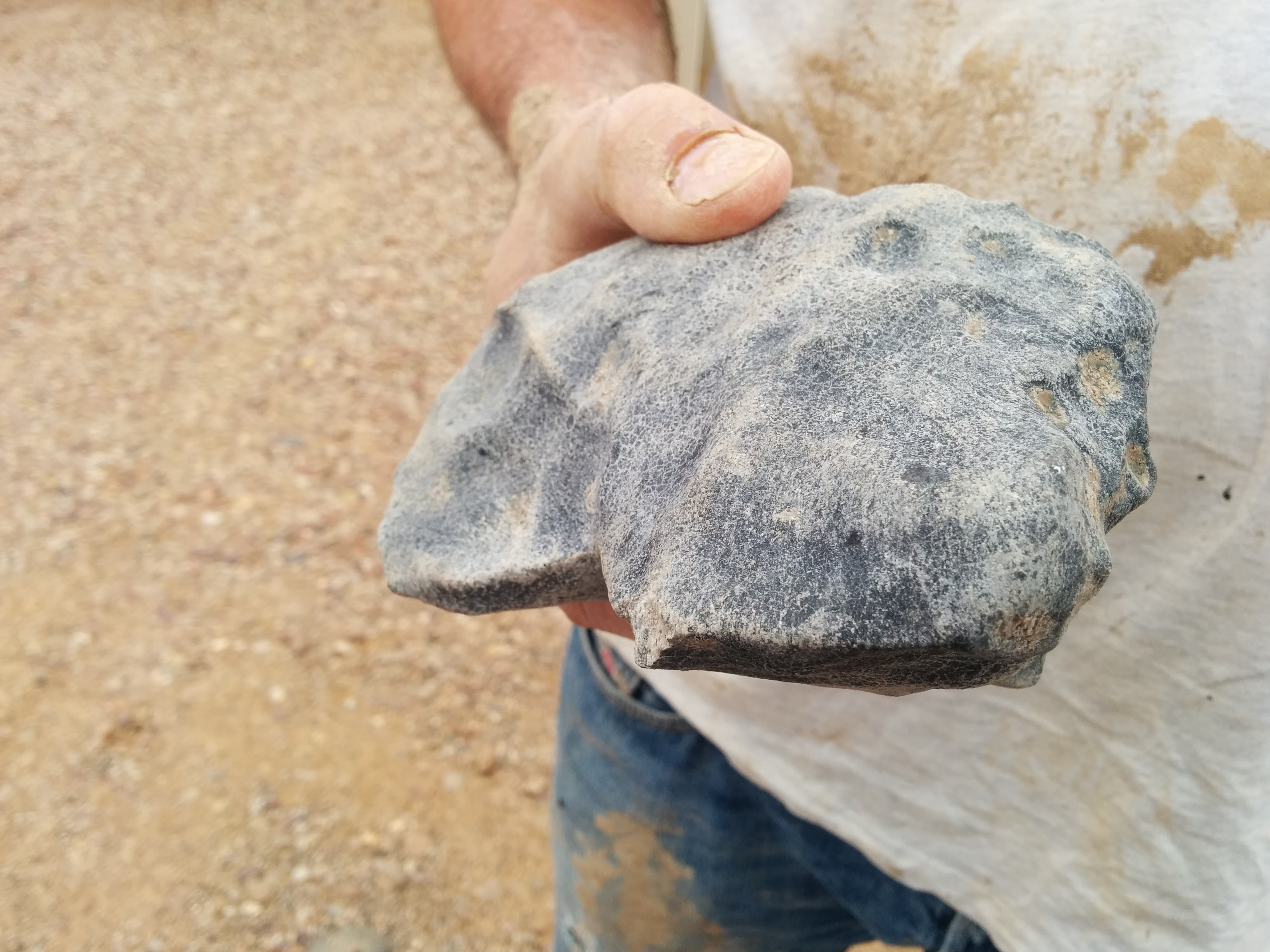
Meteoryt Murrili w dłoni

Murrili – meteoryt odnaleziony 31 grudnia 2015 w Australii w okolicach jeziora Eyre.  Wiek meteorytu szacowany jest na 4,5 miliarda lat, jest on starszy od Ziemi.

## Meteor
Meteor został zaobserwowany przez Desert Fireball Network składający się 32 zdalnie sterowanych kamer umieszczonych na terenach Australii Zachodniej i Australii Południowej. Upadek bolidu był widziany przez mieszkańców obszarów William Creek i Marree 27 listopada 2015 i został zarejestrowany przez kamery Desert Fireball Network w William Creek, Mount Barry, Billa Kalina i Wilpoorina.

## Meteoryt
Obserwacje Desert Fireball Network pozwoliły na zlokalizowanie miejsca upadku meteorytu na linii o długości 500 metrów.  Meteoryt uderzył w Ziemię w bardzo trudno dostępnej części jeziora Eyre.  Obiekt został odnaleziony w czasie trzydniowej wyprawy, w której udział wzięli pracownicy naukowi Curtin University, którzy do odnalezienia meteorytu użyli, oprócz danych z Desert Fireball Network, powietrznego obserwatora, drona i korzystali z pomocy lokalnych aborygeńskich przewodników. Ważący 1,7 kilograma meteoryt został odnaleziony wbity w ziemię na ponad 40 centymetrów tuż przed ulewnym deszczem, który najprawdopodobniej uniemożliwiłby jego późniejsze odnalezienie.
Odkrywcy meteorytu poprosili zamieszkujące te ziemie Aborygenów, należących do plemion Arabana, aby nazwali meteoryt w ich języku, nazwą nawiązującą do miejsca jego odnalezienia (jezioro Eyre, nazwa tradycyjna Kati Thanda). Początkowo używano nieoficjalnej nazwy Lake Eyre; nazwa Murrili została zatwierdzona w 2016 roku.
Wiek meteorytu – chondrytu lub aerolitu – oceniany jest na 4,5 miliarda lat. Meteoroid został uformowany w czasie powstawania Układu Słonecznego, jeszcze przed powstaniem Ziemi.